# Akshara
Akshara (Devanagari अक्षर) ist ein Begriff aus dem Sanskrit, der die für die indischen Schriften typischen „Schreibsilben“ mit inhärentem Vokal bezeichnet.
Übersetzt bedeutet akshara sowohl allgemein Silbe, als auch a-kshara, das „ohne Zerstörung“ heißt. Im Sprachgebrauch des Vedanta bedeutet akshara das, „was ewig ist“; es ist die Kombination von Atman (Selbst) und Paramatman (höchstes/absolutes Selbst).
In der südindischen Musik ist akshara, auch aksharakala, die kleinste zeitliche Einheit und ein Viertel eines matra (Schlag) innerhalb der als tala bezeichneten rhythmischen Struktur.
Akshara steht außerdem für einen bestimmten seltenen tala, der zu den 108 vom Komponisten Ramaswamy Dikshitar (1735–1817) gelisteten Raga tala malika gehört.